# Franz Pfeffer von Salomon
Franz Pfeffer von Salomon, född 19 februari 1888 i Düsseldorf, död 12 april 1968 i München, var en tysk militär och politiker. Pfeffer von Salomon var SA:s förste befälhavare (Oberster SA-Führer) från 1926 till 1930. Han motarbetade intensivt den fransk-belgiska ockupationen av Ruhrområdet. Heinrich Himmler var Pfeffer von Salomons sekreterare.
Omkring år 1910 gick han som fanjunkare med i ett infanteriregemente. År 1911 befordrades han till löjtnant och under första världskriget var han kapten.
År 1926 blev Pfeffer von Salomon ledare för SA efter att han svurit trohet till Adolf Hitler. Han avskedades 1930 då han misslyckades att förhindra Walter Stennes ockupation av SA:s kontor i Berlin samt på grund av en konflikt med Hitler beträffande NSDAP:s inflytande över SA. På grund av en schism med Gauleiter Josef Wagner samt sin vänskap med Rudolf Hess, som i maj 1941 flög till Skottland, förlorade Pfeffer Hitlers gunst. I november 1941 uteslöts Pfeffer ur NSDAP.
Efter andra världskriget var Pfeffer aktiv i Deutsche Partei.

## Utmärkelser
- 1914 – Järnkorset av andra klassen
- 1914 – Järnkorset av första klassen
- 1918 – Såradmärket i svart

## Bilder

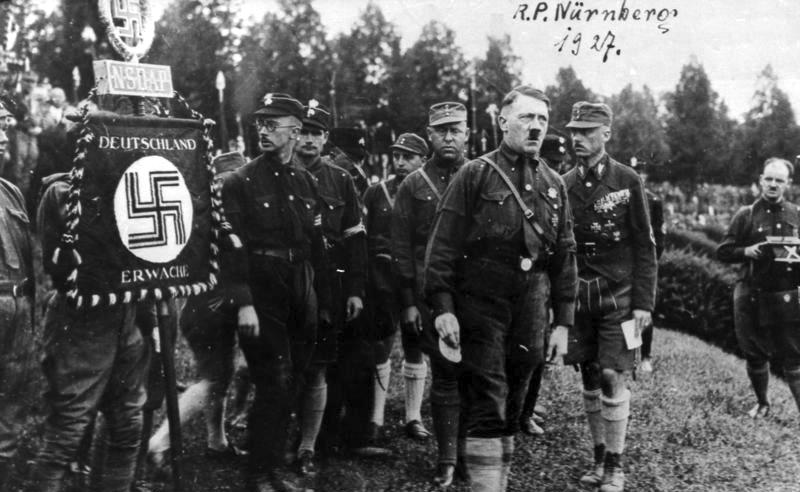
Rikspartidagen i Nürnberg år 1927. Franz Pfeffer von Salomon ses till höger om Adolf Hitler. Bland de andra märks Heinrich Himmler, Rudolf Hess och Gregor Strasser.